# Station Bois-le-Roi
Station Bois-le-Roi is een spoorwegstation aan de spoorlijn Paris-Gare-de-Lyon - Marseille. Het ligt in de Franse gemeente Bois-le-Roi in het departement Seine-et-Marne (Île-de-France).

## Geschiedenis
Het station werd op 3 januari 1849 geopend door de Compagnie des chemins de fer de Paris à Lyon et à la Méditerranée bij de opening van de sectie Melun - Montereau. Sinds zijn oprichting is het station eigendom van de Société nationale des chemins de fer français (SNCF).

## Ligging
Het station ligt op kilometerpunt 50,896 van de spoorlijn Paris-Gare-de-Lyon - Marseille.

## Diensten
Het station wordt aangedaan door treinen van Transilien lijn R, die rijden tussen Paris-Gare de Lyon en Montereau of Montargis. Ook doen treinen van TER Bourgogne tussen Paris-Gare de Lyon en Laroche-Migennes het station aan.

## Vorig en volgend station
| Richting           | Vorig station | Lijn    | Volgend station                                 | Richting                        |
| ------------------ | ------------- | ------- | ----------------------------------------------- | ------------------------------- |
| Paris-Gare de Lyon | Melun         | Trans R | Fontainebleau - Avon (of Fontainebleau - Forêt) | Montereau (via Moret) Montargis |